# Babylon (toneelproductie)
Babylon is een toneelproductie, geschreven door Erik Vink en genoemd naar de dichter Frans Babylon. Wat betreft organisatorische omvang is het een van de grotere amateurproducties in Zuidoost-Brabant tot op heden.
Het historisch toneeldrama werd geschreven voor vier toneelverenigingen in de Brabantse gemeente Deurne, en is na Kinderen van ons Volk de tweede grote toneelproductie waarbij meerdere toneelverenigingen en vele geledingen uit het dorp betrokken zijn. De productie heeft uitgebreid aandacht gekregen in de regionale media, met name in het Eindhovens Dagblad.
Het stuk behandelt zowel fictie als non-fictie en draait om het markante sociale leven in Deurne tussen 1939 en 1947. Het was de tijd waarin landelijke bekendheden als de fabrikant Hub van Doorne, de schrijver Antoon Coolen, de arts-schilder Hendrik Wiegersma en pastoor Hendrik Roes in meerdere kampen verdeeld waren. In het toneelstuk komen deze personages terug, aangevuld met onder meer pastoor A.J.M. Witlox, de schouwburgdirecteur Piet Vink, de kluizenaar Grard Sientje, de journalist Wim van Heugten, de jonge dichter Frans Babylon en enkele fictieve personen. Tegen de achtergrond van de Duitse bezetting spelen zich tal van bijzonderheden af.
Het toneeldrama gaat terug op de werkelijk bestaan hebbende persstrijd tussen twee kampen binnen de elite van Deurne. Alhoewel Lex van de Haterd eerder aantoonde dat er in Deurne geen sprake was van een kunstenaarskolonie doordat er geen groep was van samenwerkende kunstenaars binnen dit dorp, is juist de diversiteit aan markante persoonlijkheden met botsende karakters kenmerkend en bijzonder voor een dorp met de omvang van Deurne in die tijd. Het is deze bijzondere sfeer waartegen het toneelstuk zich afspeelt.
Het toneeldrama werd in mei 2007 zes keer uitgevoerd in het park achter het Groot Kasteel in Deurne. Het comité van aanbeveling bestond uit burgemeester drs. Gerard Daandels, pastoor Paul Janssen, onderwijzer Martin Dankers, dokter F.J.M. Verhulsdonck, notaris mr. A.C.A. Bots en ondernemer Wim van de Waarsenburg.